# Estrela (empresa)
A Estrela (Manufatura de Brinquedos Estrela S.A.) é uma tradicional fábrica de brinquedos brasileira, fundada por Siegfried Adler. Seu logo é composto por uma estrela de quatro pontas (ou rosa-dos-ventos), envolta por um círculo maciço de cor vermelha, tendo grafado abaixo o nome da empresa.

## História

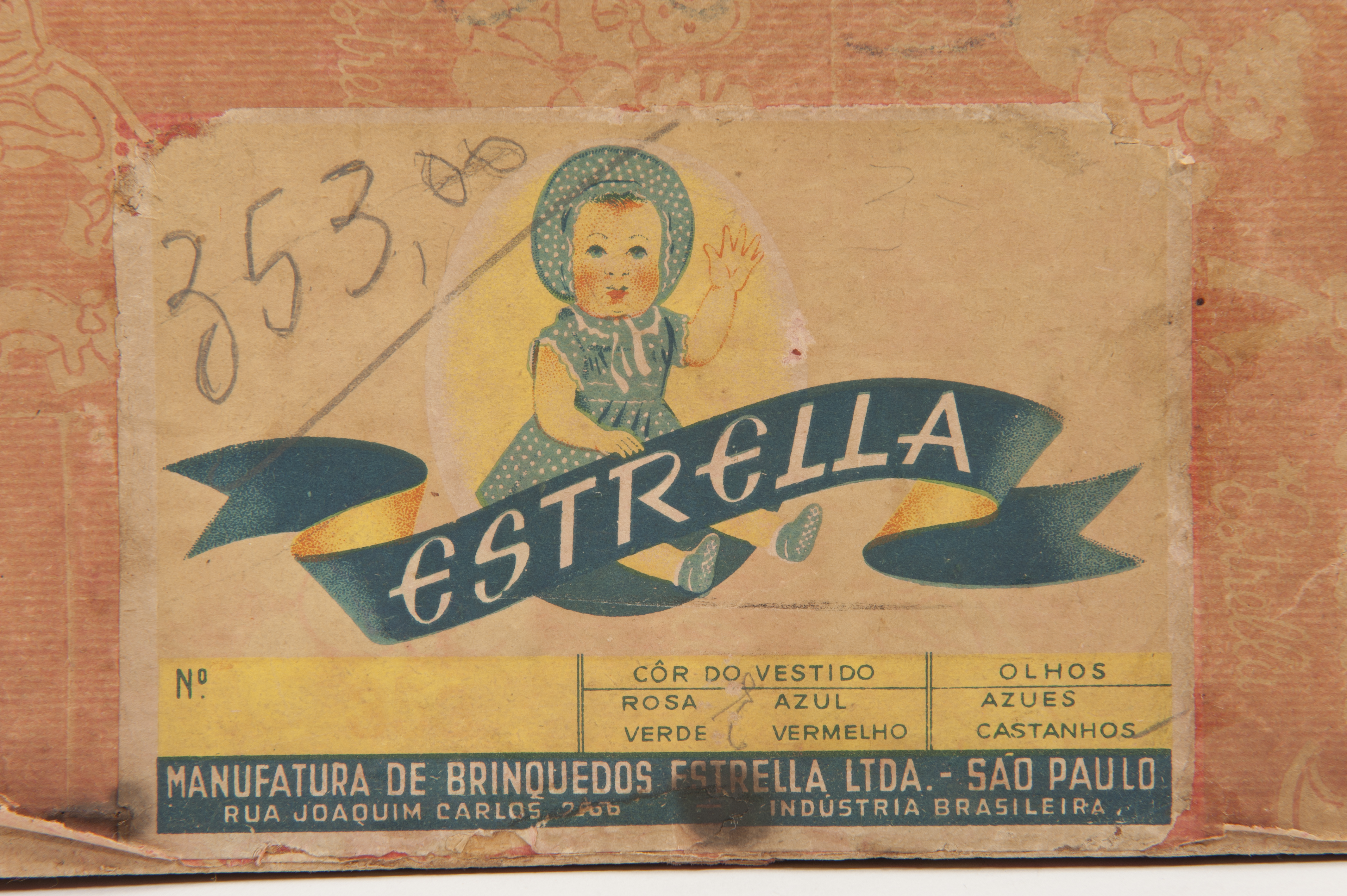
Detalhe da caixa de uma boneca de 1956 da Estrela. Museu do Ipiranga

A empresa foi fundada em 27 de junho de 1937 na Rua Marcos Arruda no distrito paulistano de Belém, e atualmente sua principal unidade fabril está localizada em Barão Ataliba Nogueira, no interior de São Paulo, além de outras duas unidades menores em Sergipe e Minas Gerais, disponibilizando mais de quatrocentos produtos em sua linha.

### Modernização da empresa
Em 1944, a Estrela abriu seu capital para o mercado, tornando-se uma das primeiras empresas consideradas como sociedade anônima no Brasil. Na década de 1940, apresentou o cachorro Mimoso, primeiro brinquedo de madeira com movimento e som fabricado no Brasil, que fez grande sucesso na época. Logo depois vieram outras inovações como os jogos clássicos, Pega Varetas e Banco Imobiliário. As bonecas, que até o fim dos anos 40 eram feitas em uma massa inquebrável, passaram a ser de plástico.

### Ampliação da linha
Nos anos 1960, a linha foi ampliada com outros lançamentos inovadores, como a primeira boneca mecânica, a Gui Gui, que "ria" quando a criança abria e fechava seus braços e a Beijoca, que "soltava beijinhos". A Estrela introduziu neste período outro conceito: o de fashion doll, com a Susi. Outra inovação importante da Estrela foi o lançamento dos brinquedos elétricos. Um dos mais marcantes foi o Autorama, uma marca registrada da Estrela, mas que em razão do enorme êxito veio a tornar-se um sinônimo de brinquedos de corrida de carros.

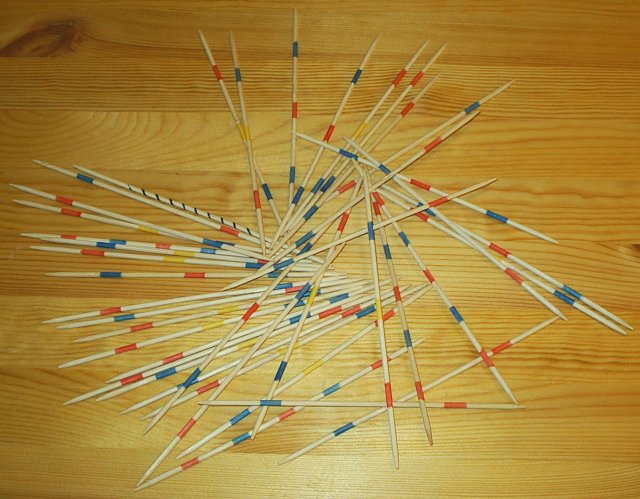
Pega Varetas

Em 1977, a Estrela lançou os brinquedos de ação como o Falcon, primeiro boneco para meninos. O grande sucesso desta linha foi Falcon Olhos de Águia, que movimentava os olhos através de um botão na sua nuca. Em seguida veio a onda dos carros radio-controlados, que teve o Stratus como primeiro modelo, lançado em 1979. Em 1980, mais um marco de pioneirismo: a chegada do Genius, conhecido na época como "o computador que fala", primeiro brinquedo do tipo no país.
A eletrônica também foi incorporada às bonecas, que passaram a ser mais interativas em modelos como a Amore, de 1986. Em 1989, a Estrela expandiu suas atividades e inaugurou uma fábrica em Manaus, destinando grande parte da produção de brinquedos de plástico.

### Hino a Estrela
Em 12 de outubro de 1987, foi lançado o jingle "Toda Criança Tem Uma Estrela, Dentro do Coração" para o Dia das Crianças; a letra começa:
A Estrela é nossa companheira,

Nossa brincadeira,

Nossa diversão...

O jingle teve um refrão que diz:
Todo o segredo de um brinquedo vive na nossa emoção

Toda criança tem uma Estrela, dentro do coração!
O jingle foi remasterizado para um comercial lançado em dezembro de 2017; a versão remasterizada excluiu a parte "Meu Querido Pônei, Sapeca e Bambina [...]". Em 2022, Carolina Gruhl regravou o jingle, novamente excluindo a parte "Meu Querido Pônei, Sapeca e Bambina [...]", usado instrumentalmente como música incidental da versão.

### Crescimento da marca
Na década de 1990, novas figuras de ação foram lançadas inspiradas pelo sucesso dos programas da TV, como o Comandos Em Ação, o Batman, o Super Homem e a linha completa de Star Wars. Nos anos 2000, inaugurou a sua terceira fábrica na cidade mineira de Três Pontas, gerando maior capacidade de produção para a marca.

### Playtronic
13 de setembro de 1989 foi criada a Playtronic, através de uma joint-venture da Gradiente com a Estrela, para representar oficialmente a Nintendo no Brasil e lançou diversos consoles, cartuchos e acessórios.

### Casa dos Sonhos da Estrela
A Casa dos Sonhos da Estrela foi uma espécie de museu da fábrica localizado em São Paulo repleto de brinquedos que fazem e fizeram parte da infância das pessoas e onde o visitante foi recebido por um urso gigantesco com cinco metros de altura.
A Casa dos Sonhos foi desativada em julho de 2006.

### Disputa com a Hasbro
Em 2008, a Hasbro processou a empresa por conta da decisão "sem pagar" dos royalties referente aos produtos que a Estrela vendia sob licença desde de 1970. O último contrato entre as empresas valia até 2007 e nunca foi renovado por conta da abertura de uma filial própria da Hasbro no país.
Em 2019, em primeira instância, foi deferimento parcial ao pedido da Hasbro e em 2021, o Tribunal de Justiça de São Paulo confirmou a decisão e decidiu que a Estrela deveria destruir os brinquedos: na decisão, foi definido que Detetive, Cara a Cara, Combate, Super Massa, Genius, Jogo da Vida, Jogo da Vida Moderna, Vida em Jogo e Viraletras são da Hasbro; e Comandos em Ação, Comandos em Ação Falcon, Dona Cabeça de Batata e Banco Imobiliário são da Estrela; uma nova decisão em 14 de fevereiro de 2022 determinou a destruição apenas de Super Massa.

## Premiações
- Prêmio ReclameAqui 2017 - "SuperCampeã" (jingle "Hino a Estrela" - título oficial: "Toda Criança Tem Uma Estrela, Dentro do Coração" -, de 1987)

## Brinquedos
- Baú de Mágicas - Mister M.
- Bola Perereca
- Caixa Registradora
- Cãozinho Abelhudo
- Casa do Mickey
- Cine Show
- Conjunto Completo - Telegrafia Eletricidade
- Conexão Secreta
- Cozinha Moderna
- Cria Criaturas
- Dancin’Flor
- Dentista
- Dérbi-Rama
- Disney Chá
- Disney Molde
- Dona Pirueta
- Doutor Faz-Tudo
- Escolinha da Moda
- Espirograf / Espirotot
- Estação Lunar
- Ferrovia - A Estação da Mina
- Giro no Zôo
- Lab 42 / Lab 80
- Lanchinha Pop-Pop
- Lanchonete do McDonald's
- Maria Eugênia
- Meu Querido Pônei
- Minicleta
- Mini Aspirador de Pó
- Mini Cuca
- Mini Liquidificador
- Mini Máquina de Costura
- Mimoso
- Palhaço Peralta
- Papo Legal
- Patotinha
- Pião Mágico
- Pip Pop
- Pogobol
- Vamos Tomar Sorvete
- Vira Monstro Vira Herói
- Xereta

### Armas de brinquedo
- Agente 707
- Agente Federal
- Bazuca-Bol
- Big Chute
- Big Soco
- Cine-Magic Revólver Projetor
- Far West
- Força Laser
- Jato Disco
- Jato-Espaço
- Laser Challenge
- Metralhinha Ratatá
- Metralhadora Super Jato
- Metralhadora Super Laser
- Metralhágua
- O Agente Secreto
- Pim-Pam-Pum
- Pistola Mauser 5
- Revólver Fúria
- Revólver Xerife
- Rifle Automático Super-Tiro
- Rifle Sioux
- Ringo - Espoletas de Repetição
- Super Água-Jato
- Tiro Jato
- Tiro de Mestre
- Tiroplano
- Western Repeater Cap Pistol

### Bonecas
- Amelinha
- Amiguinha
- Amore
- Anda Nenê
- Andinha
- Angélica
- Babi Bebê
- Baby Sol
- Bailarina
- Bambina
- Barbie
- Bate Palminha
- Bebê Banhinho
- Bebê Coraçao
- Bebê Gatinhando
- Bebê Gessinho
- Beijoca
- Beijoquinha
- Belinha
- Bilu-Bilu
- Bochechinha
- Bolachinha
- Bolinha de Sabão
- Bonequinha Pastrela
- Bug Bug
- Candy
- Cheirinho
- Coleção Quero Bem
- Coleção Sorvetinho
- Cuca
- Dara - a ciganinha
- Emília
- Espertinha
- Espuminha
- Família Coração
- Feijãozinho
- Flexy
- Florzinha
- Fofolete
- Gui-Gui
- Lalá e Lulu
- Les Girls
- Linda
- Lolipop
- Mãezinha
- Magic Baby
- Magic Face
- Mammy
- Manequinho
- Mary Poppins
- Mechinha
- Meu Bebê
- Meu Brotinho
- Mimadinha
- Miss Universo
- Miudinha
- Moranguinho
- Nana Nenê
- Nenezinho
- Os Chuquinhas
- Papa Papinha
- Paty
- Pepa
- Pedrita e Bam Bam
- Pituquinha
- Preguicinha
- Prosinha
- Pupi
- Quem me Quer
- Risadinha
- Sapeca
- Sapequinha
- Skipper
- Soneca
- Susi
- Tagarela
- Tchibum
- Tippy
- Ti-Ti-Ti Escovinha
- Vera
- Wandeka e Tremendão
- Xuxa
- Zic Zac

### Bonecos

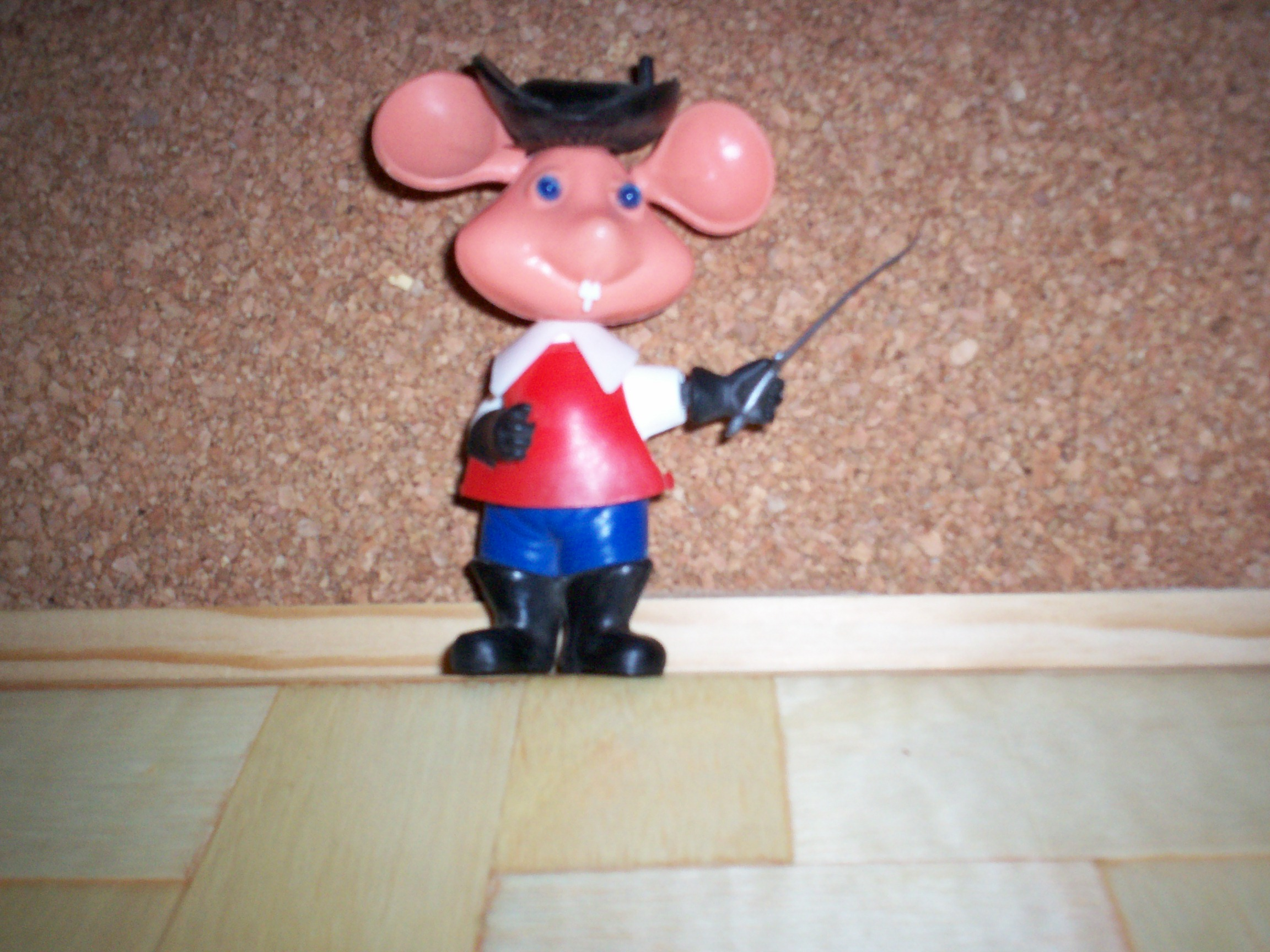
Topo Gigio

- Ar-tur
- Bam-Bô
- Bogs
- Cavalinho Teimoso
- Ding-Bo
- Falcon
- Comandos em Ação
- Masters of the Universe
- Mickey Equilibrista
- Os Incríveis Robôs Crash
- Pintinho Amarelinho
- Playmobil
- Roborg
- Super Powers
- Thunderbirds
- Topo Gigio
- Trony

### Brinquedos educativos
- Aquarela
- Casa das Chaves
- Formas na Bola
- Gira Jardim
- Laptop Educativo
- Monte-Bras
- Polly - Blocos Para Construir
- Ponteirinho
- Super Massa
- Vila Kit

### Carrinhos
- Anfibius
- Ambulância do Dr. Saratudo
- Aquamóvel
- Autocross
- Autorama
- Basculante
- Bate-Bumbo
- Batmóvel - Coleção Super Powers
- Betoneira
- Big Trem
- Biruta
- Bombeiro
- Bombulância
- Buggy Biruta
- Buggy-Huggy / Buggy Fantástico
- Buguinho
- Carro Camuflado 701
- Chefe Bombeiros
- Colossus
- Dragão
- Elastikon
- Escavadeira
- Expresso Fumacinha
- Falcon - Jipe de Assalto
- Falcon - Jipe de Aventuras
- Falcon - Tanque de Combate
- Ferrorama
- Fiat Bombeiro
- Fitti-Show
- Foguete Supersônico
- Foguetex
- Fórmula Especial
- Furakon
- Gasolino
- Gigantões
- Helicenter
- Helicóptero Governador
- Hot Wheels - Turbo Looping
- Jamanta - Comando Eletrônico
- Jipe - Polícia do Exército
- Lava a Jato
- Maxi-Cargo / Leva e Traz
- Maximus
- Meteoro
- Mickey Bombeiro
- Mickey Vai Longe
- Monza
- Motor Kit de Construção
- Nave Espacial
- Os Possantes
- Papa-Fogo
- Pé na Tábua
- Pégasus
- Phantom
- Ponte Car
- Porshe Polícia
- Pronto-Socorro
- Roda Jato
- Snoopy Guincho
- Sonar
- Space Phantom
- Stratus
- Super Jet 4WD
- Super Rally
- Supremus
- Tanque Thor
- Tanque Titã
- Top Car
- Transmotor
- Trenzinho Musical
- Trenzinho Vai-Vem
- Trionik
- Trombada
- Tufão
- Turbo Rally
- Vai e Volta
- Vertiplano
- Viravolta
- Voice Commander
- Volkswagen - Bate-Volta
- Volkswagen Sedan

### Jogos

Lig 4

- A Corrida do Ouro
- A Ponte do Rio que Cai
- Abre-te Sésamo
- Acorda o Júlio
- Aprendiz Universitário
- Aquaplay
- Armadilha
- Azes da Pelota
- Até os Elefantes Esquecem
- Aventura no Gelo
- Aventura Submarina
- Bagatela
- Banco Imobiliário
- Batalha
- Batalha dos Piões
- Batata Quente
- Bate Kong
- Big Brother Brasil
- Big Mão
- Bingo
- Bingo-Bol
- Blefe de Mestre
- Boca Rica
- Bolsa de Valores
- Bom de Faro
- Brainbox
- Caça Letras
- Caça-Monstro
- Cadê o Anel?
- Cai-Cai Balão
- Cai Não Cai
- Canta Aí!
- Cãozinho Travesso
- Cara a Cara
- Carcará
- Cartas Opostas
- Caveira Maluca
- Central de Jogos / Divertirama
- Certo ou Errado?
- Chispa!
- Cidade das Contas
- Cilada
- Coleção de Clássicos
- Combate / Front
- Contra Ataque
- Converse com o Seu Anjo
- Corrida dos Automóveis
- Corrida Cruzada
- Dama e Moinho
- Detetive
- Diga 5
- Dinheiro do Mês
- Domínio
- Dominó
- Du-elo
- E Se Fosse...
- Eletronic Karate Fighters
- Elo Maluco
- Eu Sou...?
- Explosão
- Fala Sério
- Family Feud
- Foco
- Fogo Cruzado
- Galinha Maluca
- Garçom Equilibrista
- Genius
- Gira-Cópia
- Giratron
- Guerra das Aranhas
- Hero Quest
- Hipo Gula-Gula
- Imitatrix
- Jogo da Barbie
- Jogo do Bebê Smurf
- Jogo do Castelo Mal Assombrado
- Jogo do Conan
- Jogo dos Conquistadores
- Jogo do Contente
- Jogo de Dama
- Jogo do Espaguete
- Jogo da Fama
- Jogo da Feijoada
- Jogo da Fronteira
- Jogo do Gato e Rato
- Jogo da Linguagem
- Jogo de Ludo
- Jogo da Mesada
- Jogo Mortal Kombat
- Jogo da Mímica
- Jogo da Operação
- Jogo do Petróleo
- Jogo Street Fighter II
- Jogo de Tamboretes
- Jogo do Tapa
- Jogo do Transformers
- Jogo do Tubarão
- Jogo do Vestibular
- Jogo da Vida
- Jornada do Herói
- Lab Cientista Maluco
- Labirinto
- Lance Final
- Largada de Campeões
- Latitude 90°
- Leilão de Arte
- Letras Ocultas
- Lig 4
- Lig Letras
- Limão ou Nada
- Lôto
- Luz, Câmera e Improviso
- Malucão
- MasterChef Brasil
- Mecânico Maluco
- Mega Senha
- Merlin
- Mickey e Seus Botões Voadores
- Micro Labyrinth
- Molha Cuca
- Morcegos Equilibristas
- Não Acorde o Dragão
- Não Entre Pelo Cano
- Não Perca o Barco
- Não Pode Rir!
- No Limite
- Nocaute
- Novo Mundo
- O Pulo da Aranha
- Opinião
- Os Trapalhões em Serra Pelada
- Os Flintstones Na Idade da Pedra
- Palavras Cruzadas
- Papa Espaguete
- Papa Tudo! Trapalhões
- Parole
- Pássaro na Mâo
- Pega Dragão
- Pega Nozes
- Pega Pulga
- Pega o Rato!
- Pega Varetas
- Pegue o Pato
- Pelebol
- Pensa Rápido
- Perigo em Paris
- Petrópolis
- Picnic Formiguinha
- Pinball Família Disney
- Ping Porc
- Pinote
- Piratas Voadores
- Pokémon Poke-Tapa
- Poliglota
- Ponto de Equilíbrio
- Porta dos Fundos
- Pula Macaco
- Pula Pirata
- Puxa-Puxa Batatinha
- QI
- Quadro a Quadro
- Quina
- Rapa Mão
- Rasher
- Responda Se Puder
- Rodada Final
- Rolê em SP
- Roller Game
- Se Vira
- Segure a Mamma!
- Segure se Puder
- Sem Censura
- Sexolândia
- Show do Milhão
- Show do Miltão
- Solta a Língua
- Splat!
- Super Gamão
- Talento
- Tapa Certo
- Tênis de Praia
- Tira Põe DuckTales
- Todos a Bordo
- Tom & Jerry
- Top Letras
- Torneio de Puzzle Mickey
- Torpedinho
- Torremoto
- Transport
- Trava Letras
- Tribo das Palavras
- Troca
- Um Milhão na Mesa
- Um a Um
- Vila dos Mistérios
- Vira Letra
- Virando o Jogo
- Vire a Mesa
- Você Sabia?
- Xadrez

### Pelúcias
- Coelho Jojô
- Fitinha - Os Fofinhos
- Franjinha
- Gorila do Gugu
- Late Lulu
- Meu Primeiro Carrinho
- Mumu
- Murfy
- Patrulha do Focinho
- Pintinho Piu-Piu
- Snif, Snif
- Snoopy
- Travesso
- Tsum Tsum
- Ursinhos Carinhosos